# Stazione di Montesanto (Voghiera)

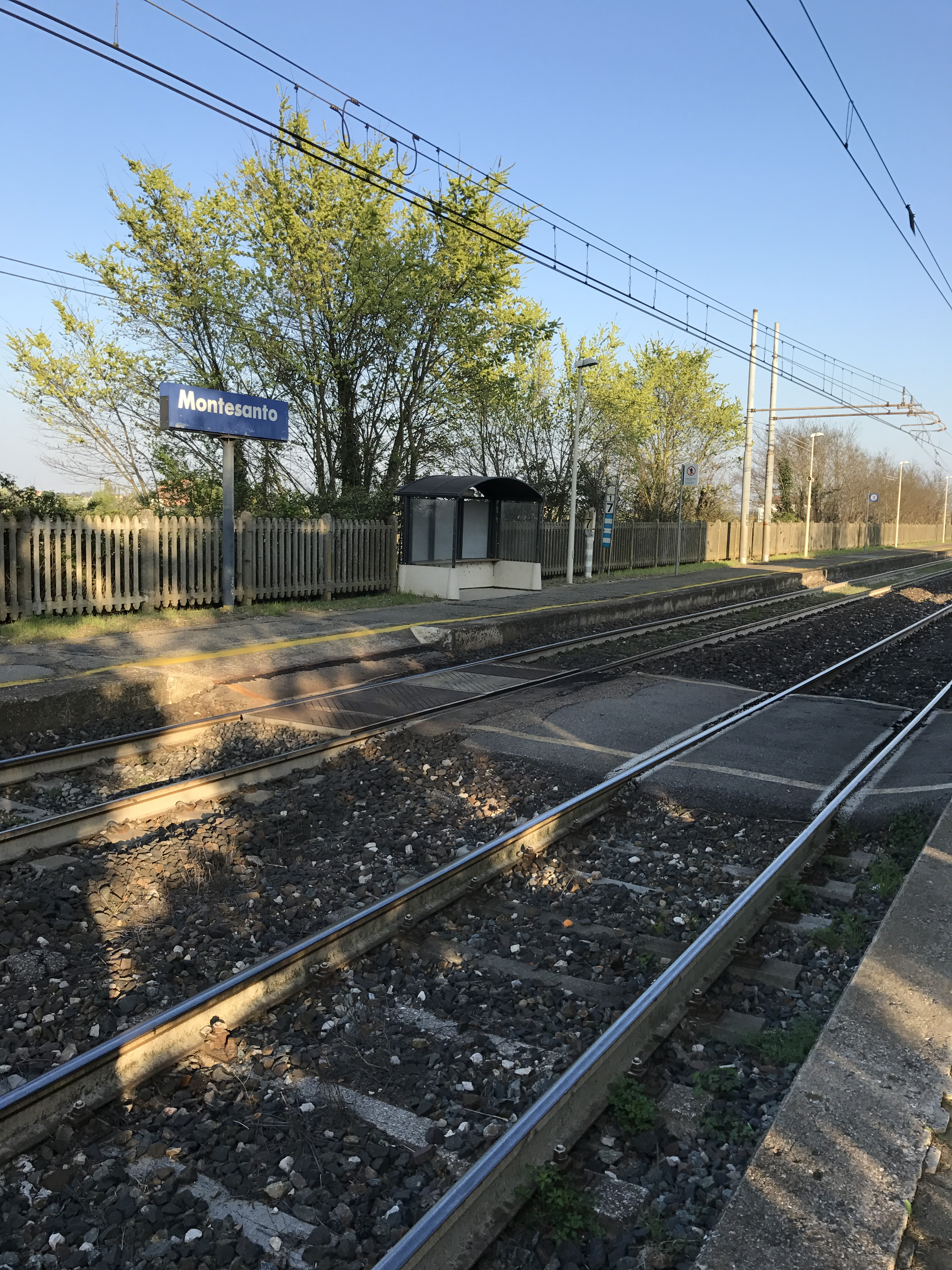
Binari stazione di Montesanto (Voghiera)

La stazione di Montesanto è una stazione ferroviaria della ferrovia Ferrara-Rimini. Serve il centro abitato di Montesanto, frazione del comune di Voghiera, in provincia di Ferrara.

## Movimento
La stazione è servita da treni regionali svolti da Trenitalia Tper nell'ambito del contratto di servizio stipulato con la regione Emilia-Romagna.
A novembre 2019, la stazione risultava frequentata da un traffico giornaliero medio di circa 98 persone (48 saliti + 50 discesi).

## Servizi
La stazione è classificata da RFI nella categoria bronze.